# Impatiens saolana
Impatiens saolana är en balsaminväxtart som beskrevs av Fischer och Raheliv. Impatiens saolana ingår i släktet balsaminer, och familjen balsaminväxter. Inga underarter finns listade i Catalogue of Life.